# Supersymetria
Supersymetria (SUSY) – hipotetyczna symetria z zakresu fizyki cząstek elementarnych przekształcająca bozony w fermiony. Nie zaobserwowano jak dotąd żadnych supersymetrycznych partnerów.
Jeżeli stan kwantowy fermionu oznaczymy jako {\displaystyle |F\rangle ,} a bozonu jako {\displaystyle |B\rangle ,} to supersymetria generowana jest przez przekształcenie:
{\displaystyle |F\rangle =Q|B\rangle \;{}} i {\displaystyle {}\;|B\rangle =Q^{+}|F\rangle .}
Generatory supersymetrii nie tworzą matematycznej grupy, lecz grupę z gradacją. Symetria taka oznacza, że powinna istnieć identyczna liczba fermionów i ich partnerów supersymetrycznych – bozonów. Tak np. elektronowi, który jest fermionem, powinien towarzyszyć hipotetyczny bozon o tym samym ładunku, który nazywamy selektronem. Podobnie fotonowi, który jest bozonem, powinien towarzyszyć fermion fotino. Obecnie supersymetria musi być złamana (spontaniczne złamanie symetrii). Może ona być pełną niezłamaną symetrią w bardzo młodym wszechświecie.
Laureat Nagrody Nobla Abdus Salam określił supersymetrię jako „ostateczną propozycję całkowitej unifikacji wszystkich cząstek”.
Supersymetrię po raz pierwszy zaobserwowano w matematycznych własnościach kwantowego oscylatora harmonicznego.
Supersymetrię można też opisać za pomocą superprzestrzeni, czyli przestrzeni, która poza zwykłymi współrzędnymi ma fermionowe (antykomutujące) współrzędne {\displaystyle \theta .} Symetrię, względem której te współrzędne są naładowane (transformują się nietrywialnie), określa się jako symetrię R. Może ona być ciągła lub dyskretna, w szczególności może się redukować do parzystości R (grupa {\displaystyle \mathbb {Z} _{2}}).
Dodanie supersymetrii do modelu standardowego prowadzi do minimalnego supersymetrycznego modelu standardowego. Inne koncepcje wykorzystujące SUSY to supergrawitacja i wariant teorii strun, teoria superstrun. Obie mogą wykorzystywać dodatkowe wymiary (hiperprzestrzeń).

## Liczba cząstek
W najprostszych modelach z jednym generatorem supersymetrii (N=1) liczba rzeczywistych stopni swobody pól bozonowych i fermionowych jest równa. Przykładem są najprostsze superpola, czyli superpola chiralne (odpowiadające w minimalnym supersymetrycznym modelu standardowym kwarkom, leptonom i bozonowi Higgsa) i superpola wektorowe (odpowiadające bozonom cechowania).
Superpole chiralne obejmuje dwuspinor oznaczany {\displaystyle \psi } o dwóch składowych zespolonych, zespolone pole skalarne {\displaystyle \phi } i drugie, pomocnicze, zespolone pole skalarne {\displaystyle F.} Pole zespolone ma dwa rzeczywiste stopnie swobody, mamy więc 4 fermionowe i 2+2=4 bozonowe stopnie swobody. Po uwzględnieniu równań ruchu fermion ma tylko dwa stopnie swobody, a pole pomocnicze można pominąć, gdyż jego równania ruchu jest zwykłym równaniem algebraicznym bez pochodnych. A zatem pozostają 2 fermionowe i 2 bozonowe stopnie swobody.
W superpolu wektorowym w cechowaniu Wesa-Zumino pozostaje jedno pole wektorowe {\displaystyle A} lub {\displaystyle v,} które po uwzględnieniu zwykłych transformacji cechowania ma 3 rzeczywiste stopnie swobody, dwuspinor {\displaystyle \lambda } i jedno pomocnicze rzeczywiste pole skalarne {\displaystyle D,} czyli 4 fermionowe i 3+1=4 bozonowe stopnie swobody. Po uwzględnieniu równań ruchu (ograniczających liczbę stopni swobody pola wektorowego do 2) znowu zostają 2 fermionowe i 2 bozonowe stopnie swobody. Pomijając wybór cechowania, mamy pole wektorowe (tym razem liczymy po prostu cztery składowe czterowektora), cztery pomocnicze rzeczywiste pola skalarne oznaczane {\displaystyle C,} {\displaystyle D,} {\displaystyle M} i {\displaystyle N} i dwa dwuspinory {\displaystyle \lambda } i {\displaystyle \chi ,} czyli 4+4×1=8 składowych bozonowych i 2×4=8 składowych fermionowych.